# Kaikouraschiereiland
Het Kaikouraschiereiland ligt in het noordoosten van het Zuidereiland van Nieuw-Zeeland. Het schiereiland steekt vijf kilometer in de Grote Oceaan en de plaats Kaikoura ligt aan de noordzijde.
Het gebied is al 1000 jaar bewoond door Maori's en sinds 1800 door Europeanen toen rond de kusten van Kaikoura walvisvaart werd bedreven. Sinds 1922 stopte de vangst van walvissen. Het gebied is nu een geliefde plek voor ecotoerisme vanwege zijn mogelijkheden om walvissen en dolfijnen te spotten.